# Iberus gualtieranus
Iberus gualtieranus е вид коремоного от семейство Helicidae. Видът е застрашен от изчезване.

## Разпространение
Разпространен е в Испания.